# 国鉄8900形蒸気機関車

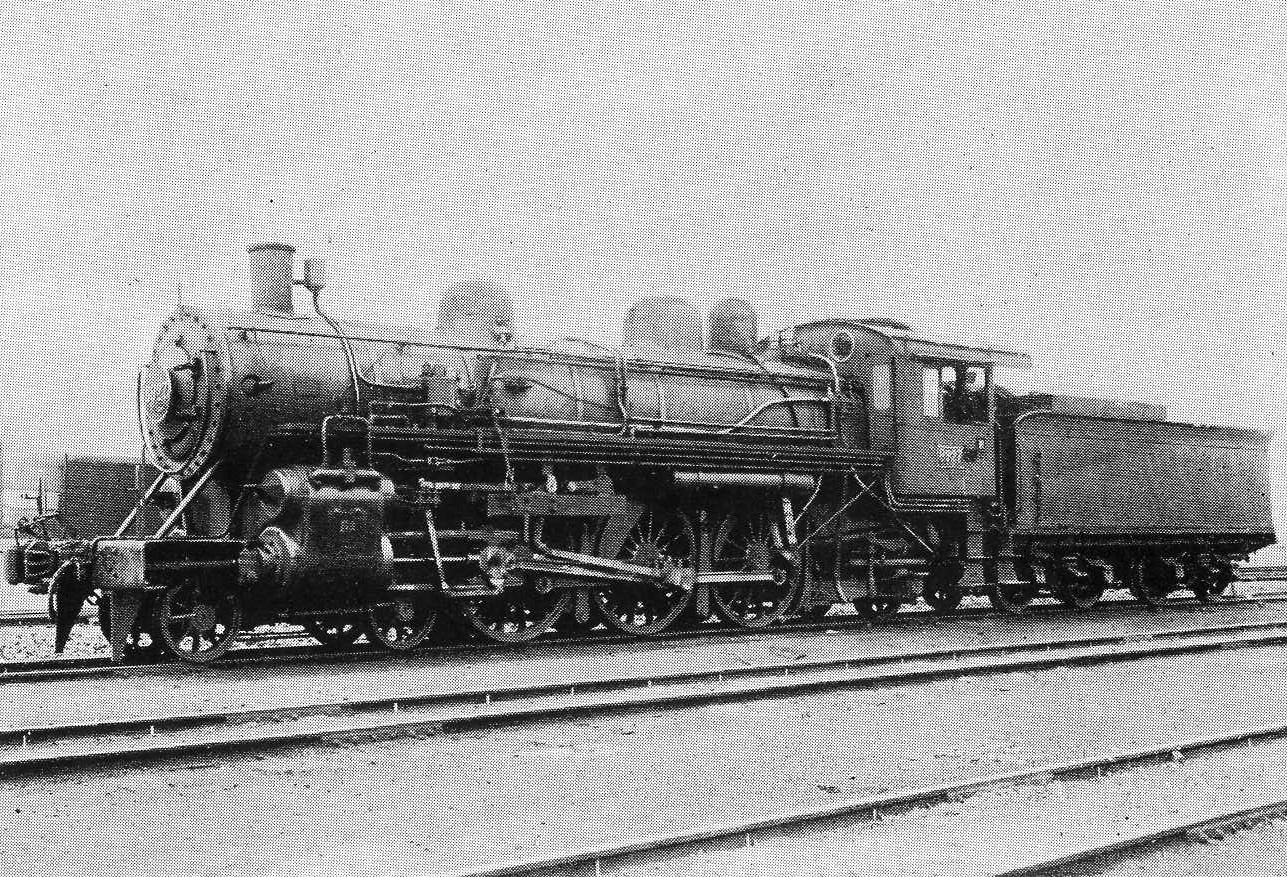
8900形

8900形は、日本国有鉄道（国鉄）の前身である鉄道院が輸入した、幹線旅客列車牽引用のテンダー式蒸気機関車である。1912年（明治45年）6月に運行が開始された日本初の「特別急行列車」の牽引を務めることにもなった機関車である。

## 概要
1911年（明治44年）にアメリカのアメリカン・ロコモティブ（アルコ）社(American Locomotive Company = Alco)で製造された過熱式機関車である。機関車本体のみ2次にわたって36両が製造された（炭水車は国内製造）。1次発注分の24両（製造番号49805 - 49828）はブルックス工場(Brooks Works)、2次発注分12両（製造番号50535 - 50546）はリッチモンド工場(Richmond Works)製である。形式は、当初8600形が予定され、1次発注分の24両は8600 - 8623の番号を付けて来着したが、車軸配置の変更にともない8900形（8900 - 8923）に改められた。2次発注分は当初から8924 - 8935で落成している。
プロイセン王国（現在のドイツ）のベルリーナ製8800形、ボルジッヒ社製8850形、イギリスのノース・ブリティッシュ・ロコモティブ社製8700形と同様の経過で発注が行われたものであるが、車軸配置4-6-0(2C)の他形式に対し、従輪を採用し、日本初の4-6-2(2C1)形軸配置のテンダー機関車となった。
これは、火室を従輪上に置くため、4-6-0形に比べて火格子面積を広げることが可能で、幹線用機関車として余裕があるのに越したことはなく、近い将来の輸送量増加も期待できることから、アルコ社の提案を受け入れたものである。とはいえ、計36両もの大量発注となったのは、アルコ社の日本における代理店であった三井物産の強力な政治的運動の結果であったようである。ただし当時の工作課課長である斯波権太郎は、将来広軌改築が行われた場合に火室を改造すれば機関車も強力になるため、無従輪で十分としていた島安次郎と異なり、低品質な常磐炭を燃料として十分な性能を得る必要から、従輪により支持された広火室や燃焼室などの最新機構を他に先駆けて導入し、そのメリットを享受していた日本鉄道の出身であった。そのため、彼はたとえそれが三井物産の政治運動であろうと、仕様変更の申し出を歓迎していた可能性がある。
本形式自身は短命に終わったものの、その約1000PSという出力、ボイラーのサイズは、18900形（C51形）・C54形・C55形・C57形にまで受け継がれており、また足回りについては本機の動輪を拡大しただけのC51形が、基本設計を前掲のライトパシフィック4形式に加えて、C59形から戦後のC62形まで受け継がれた点を勘案すると、その採用を島安次郎が批判したものの、国鉄蒸気機関車の中では、D50形に並んで実り多い系図の頂点に立つ機関車であるといえる。

## 構造
前節でのべたとおり、車軸配置4-6-0(2C)形の仕様書に対し、本形式は4-6-2形に変更されている。これは、通常4-6-0形では火室を台枠間におくため、火格子面積を大きく取ろうとするとどうしても前後に長くなり、十分にこれを取ることが困難になる。しかし、火室を従輪上に置くことにすれば、火格子を台枠上に置いて幅を広く取ることができ、火格子面積を33.3％増大することができるのである。
台枠は、鋳造による棒台枠で、主台枠と従台枠は別々に製作して組立てられたものである。従台車は、アルコ社が特許を持つ外側台枠式のコール(Cole)式で、好成績を収めたこともあり、C51形でもそのまま制式採用された。
炭水車は、国産の2軸ボギー台車を2個備えたものである。

### 主要諸元
- 全長：19,507mm
- 全高：3,810mm
- 軌間：1,067mm

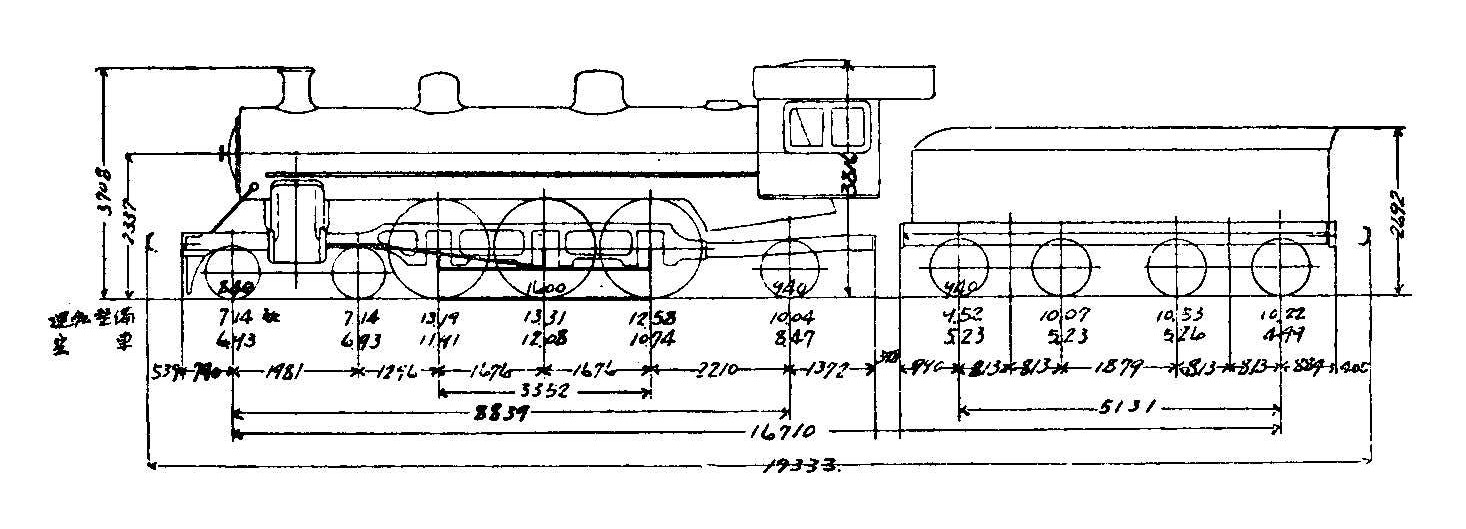
形式図

- 車軸配置：4-6-2(2C1) - パシフィック
- 動輪直径：1,600mm(5ft3in)
- 弁装置：ワルシャート式
- シリンダー（直径×行程）：470mm×610mm
- ボイラー圧力：12.7kg/cm2
- 火格子面積：2.53m2
- 全伝熱面積：160.6m2
  - 過熱伝熱面積：29.7m2
  - 全蒸発伝熱面積：130.9m2
    - 煙管蒸発伝熱面積：122.1m2
    - 火室蒸発伝熱面積：8.8m2
- ボイラー水容量：5.7m3
- 大煙管（直径×長サ×数）：140mm×4,953mm×16本
- 小煙管（直径×長サ×数）：57mm×4,572mm×99本
- 機関車運転整備重量：63.40t
- 機関車空車重量：57.06t
- 機関車動輪上重量（運転整備時）：39.08t
- 機関車動輪軸重（第2動輪上）：13.31t
- 炭水車運転整備重量：41.02t
- 炭水車空車重量：20.84t
- 水タンク容量：16.03m3
- 燃料積載量：4.06t
- 機関車性能
  - シリンダ引張力（真空）：9310kgf （91kN）?
  - シリンダ引張力（空制）：8800kgf
  - 粘着引張力（真空）：9770kgf
  - 粘着引張力（空制）：9897.5kgf
  - 動輪周馬力：1000PS

## 経歴
本形式は、8900 - 8911, 8929 - 8935の19両は中部、8912 - 8928の17両は、西部鉄道管理局に配属された。中部鉄道管理局に配属されたもののうち、8908 - 8911, 8929 - 8934は新橋、沼津、浜松、8900 - 8907, 8935は名古屋の配置であった。1913年の機構改革により、名古屋庫は神戸鉄道管理局の所属となったが、同年9・10月に東京鉄道管理局の10両が神戸鉄道管理局へ転用され、全車が名古屋以西の配置となった。1915年（大正3年）11月には、8925が大正天皇の御大礼の際のお召し列車牽引に使用されている。
名古屋配置の10両は、1916年（大正5年）8月に西部鉄道管理局に転用され、配置は馬場以西となった。さらに1919年（大正8年）5月の機構改革により、西部鉄道管理局が糸崎 - 三原間を境に神戸、門司の両鉄道管理局に分割され、8919 - 8935は神戸、8900 - 8918は門司鉄道管理局の所属となった。その後、18900形の増備に伴い、8919 - 8921も門司局に移り、これは廃車までそのままであった。1921年（大正10年）には、8900 - 8910が三田尻（防府）、8911 - 8921が広島に配置され、特別急行列車に使用されているのが実見されている。
さらに、門司鉄道管理局管内のものは、18900形に押し出される形で九州地区への転用が進められ、8920と8921が1921年3月に鳥栖に転じ、翌年8月には8909, 8910, 8914 - 8919の8両も鳥栖に移った。その後は、局管内の移動が激しく行なわれたが、1926年（昭和元年）12月末時点で、8900 - 8902, 8911, 8912の5両が鳥栖、8903 - 8910, 8913 - 8915の11両が大里（門司）、8916 - 8921の6両が三田尻の配置であった。その後、8901 - 8904, 8906, 8910 - 8913, 8916 - 8920の14両は行橋に転じ、残りの8両は津和野、正明市（長門市）、厚狭、柳井、若松に1 - 2両ずつ配置されていたが、1932年頃から休車となるものが多くなり、1934年（昭和9年）10月に22両全車が廃車された。
一方、神戸鉄道管理局の14両は、当初、馬場、神戸、岡山に配置されていたものと推定されている。1923年（大正12年）3月末には、8927 - 8935が岡山、8922 - 8926が糸崎に配置されていた。その後、これらは関西本線に転用され、亀山に10両、湊町に4両の配置となった。しかし、1930年代に入ると休車となるものが多くなり、湊町の8923, 8925、糸崎の8924、鷹取工場で教習用となった8927を除いて、10両が姫路に留置されていたという。
その後、1932年（昭和7年）2月、関西本線王寺 - 河内堅上間の亀ノ瀬トンネルが崩落して、関西本線が分断された際に8932が一時的に復活して、西側の区間で使用されており、これが8900形最後の使用であったと推定される。1934年（昭和9年）8月に14両すべてが廃車となり、8900形は1両の払下げも保存もなく姿を消した。

## 台湾総督府鉄道部200形

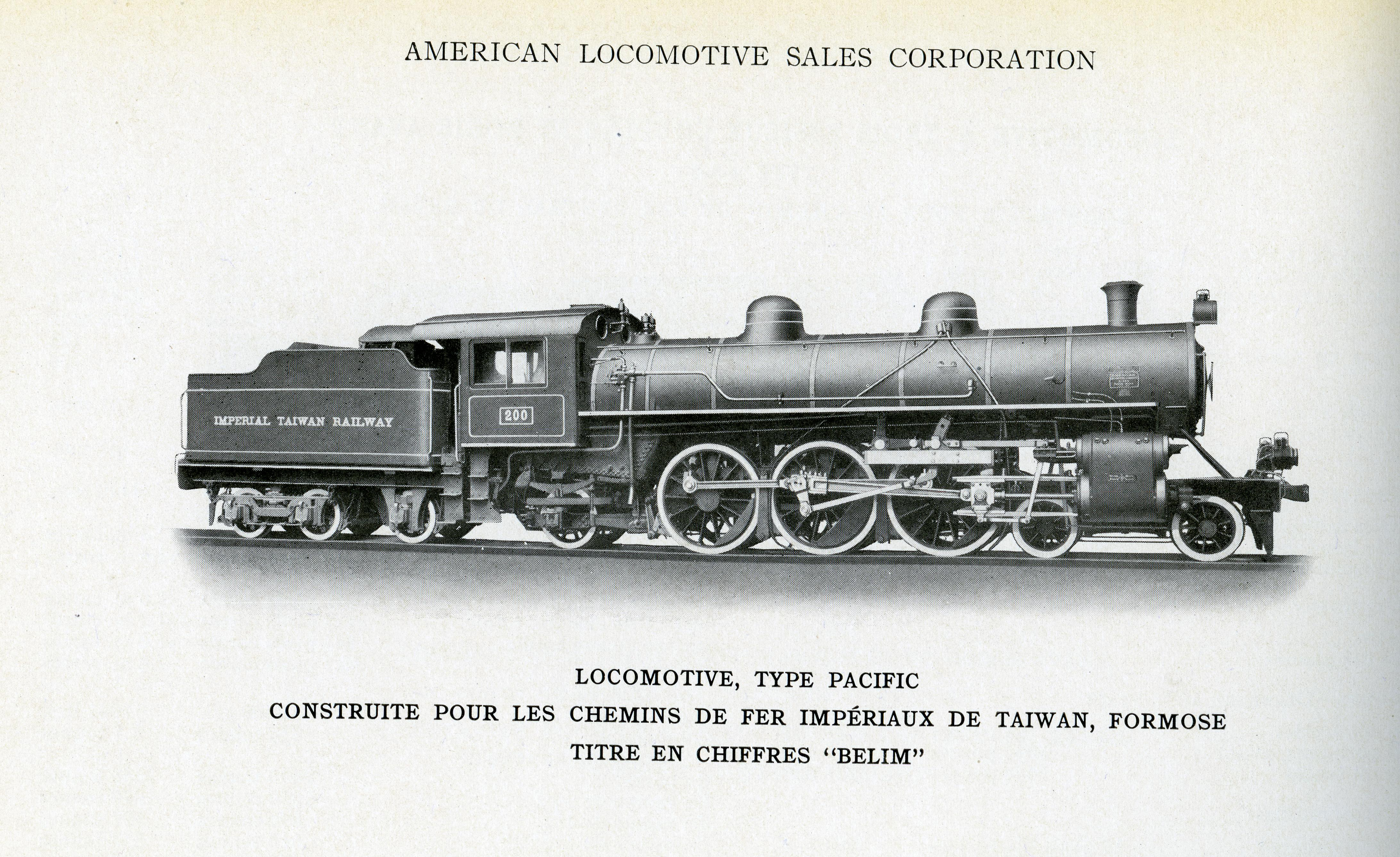
台湾帝国鉄道クラス200パシフィックのALCO販売カード。

1913年（大正2年）、台湾総督府鉄道にも、本形式の同系車4両（ロジャーズ工場製・製造番号51494 - 51596, 53977）が入っている。こちらは、200形（200 - 203）とされたが、ボイラーが若干小さく、炭水車もアルコ製で3軸式であった。1937年（昭和12年）には、形式がC92形に改められたが、番号の変更は行われなかった。導入後台北庫に配置され急行列車を中心に運用され、1940年頃南部の嘉義庫に配転となった。これらは太平洋戦争後まで残って、台湾鉄路管理局に引き継がれ、CT240形（CT241 - 244）となった。1968年（民国57年）全車廃車解体となり、こちらも8900形と同様に保存機はない。